# 上田市立菅平小中学校
上田市立菅平小中学校（うえだしりつすがだいらしょうちゅうがっこう）は長野県上田市菅平高原にある上田市内唯一の小中学校（小学校校舎に中学校校舎も併設しているのをと称するが、当校は上田市唯一の小中学校である）。旧・小県郡真田町北部と須坂市にまたがる観光地菅平高原一帯を学区としていて、須坂市側の一部児童・生徒も受け入れている。

## 概要・歴史
上田市立菅平小中学校は当市唯一の小学校と中学校が同居する学校で1958年に小学校が村立長小学校（現：上田市立長小学校）から、中学校が小県郡長村・傍陽村・本原村組合立真田中学校（現：上田市立真田中学校）から独立して開校しているが学区とする菅平高原一帯における学校の歴史は1899年に遡る。
この年村立長尋常高等小学校は菅平に尋常・高等両科併設の分教場を設置した。菅平高原は冬になると一面の雪に覆われるため大日向分教場（のちの真田町立大日向小学校、廃校）でも通学時の不便を強いられるほどだった。しかしこの頃から菅平の開発がはじまったという事情から菅平に分教場を設置したという次第である。1941年に「国民学校令」により村立長国民学校と改称すると分教場は分校となり、1947年に学制改革で村立長小学校と改称し同時に併設の長中学校が開校するとそれぞれの分校となった。
1955年に長中学校の菅平分校が本校の統合開校により真田中学校菅平分校となると菅平高原一帯の住民が独立猛運動を起こし結果1958年に小県郡長村立菅平小中学校として独立を勝ち取ったのである。土地が土地なだけに文部省（現在は科学技術庁と統合して文部科学省）から「僻地一級校」の指定を受けている。菅平小中学校はまもなく小県郡真田町立となり（開校した年に3村の合体町制施行で小県郡真田町が発足した）、2006年には旧・上田市、小県郡丸子町・武石村と対等合併し新・上田市が発足すると上田市立菅平小中学校と改称し現在に至っている。

## 略年表
※ 1958年以前は上田市立長小学校・上田市立真田中学校を参照されたい。
- 1958年 - 村立長小学校、小県郡長村・傍陽村・本原村組合立真田中学校の菅平分校が独立し小県郡長村立菅平小中学校開校。まもなく3村の合体町制施行により小県郡真田町の発足に伴い小県郡真田町立菅平小中学校と改称。
- 1959年 - 現在地に校舎を建築、移転。
- 2006年 - 上田市、小県郡真田町・丸子町・武石村の対等合併により新・上田市発足。上田市立菅平小中学校と改称。

平成20年度より小中一貫教育特区となり、小中併設校から小中一貫校となる。

## 学校所在地
〒386-2204 長野県上田市菅平高原1223番地

## 通学区域
上田市：菅平高原(大洞地区を除く。)
須坂市：峰の原高原

## 補足事項
学校所在地である菅平高原は夏場はラグビー合宿のメッカとして知られ冬場はスキーなどのウィンタースポーツが盛んな地域として知られる。
菅平高原は長野県上田市・須坂市に跨っている。そのため、上田市立の学校だが、須坂市からも一部の児童を受け入れている。